# Tibioplus tachygynoides
Espèce
Tibioplus tachygynoides est une espèce d'araignées aranéomorphes de la famille des Linyphiidae.

## Distribution
Cette espèce est endémique du Kirghizistan. Elle se rencontre dans la province d'Ysyk-Köl entre 2 500 et 3 000 m d'altitude dans les monts Terskey Alatau.

## Description
Le mâle holotype mesure 2,15 mm et la femelle paratype 2,40 mm.

## Publication originale
- Tanasevitch, 1989 : The linyphiid spiders of Middle Asia (Arachnida: Araneae: Linyphiidae). Senckenbergiana Biologica, vol. 69, p. 83-176.